# Elżbieta Fonberg

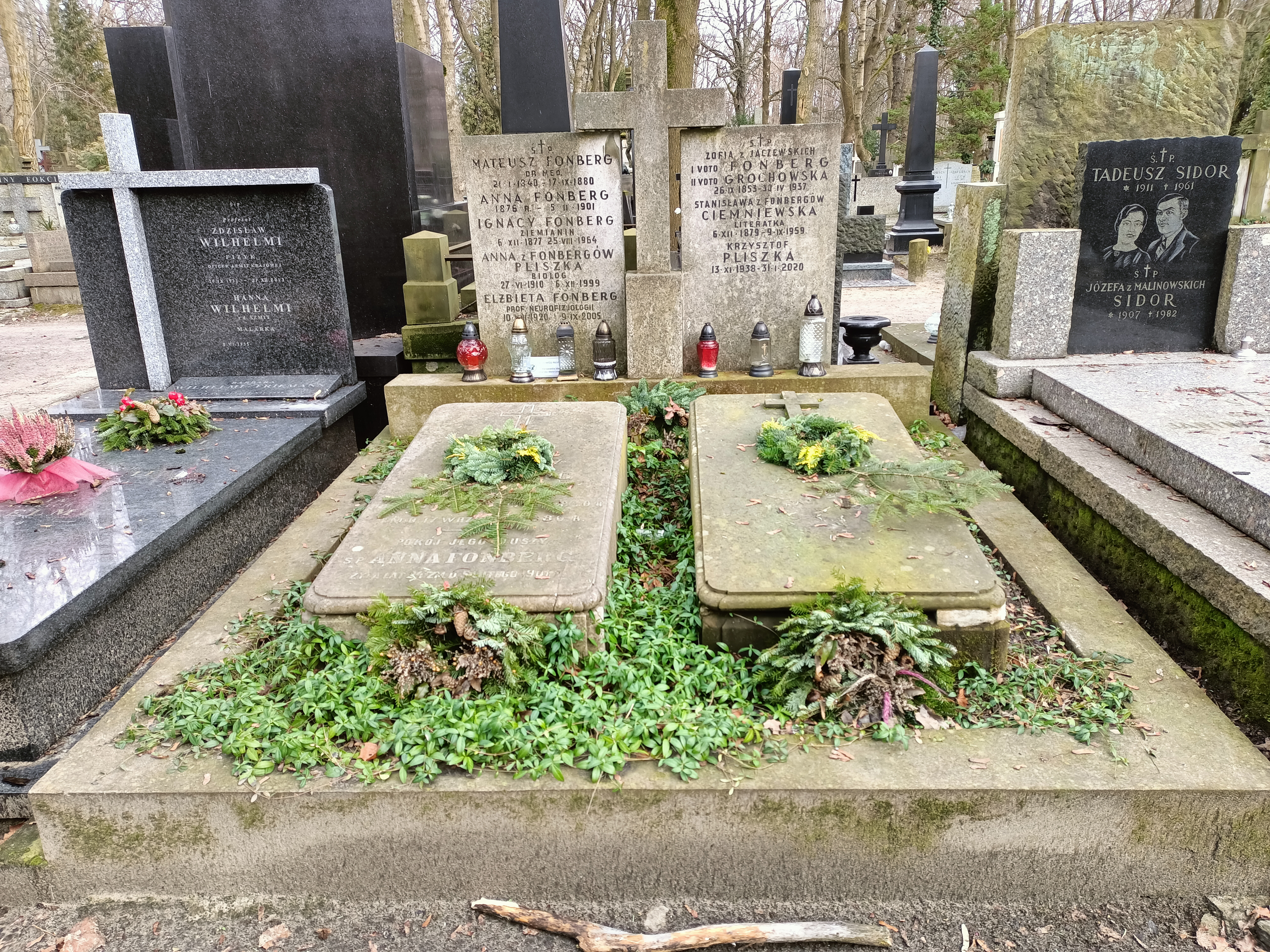
Grób Elżbiety Fonberg na Cmentarzu Powązkowskim

Elżbieta Fonberg (ur. 10 sierpnia 1920, zm. 9 września 2005) – polska neurofizjolog.

## Życiorys
Studiowała medycynę początkowo (podczas II wojny światowej i okupacji niemieckiej) na tajnych kompletach prowadzonych przez wykładowców Uniwersytetu Warszawskiego. Studia ukończyła na tej samej uczelni w 1947 i pozostawszy na niej pracowała jako asystent w Zakładzie Histologii i Embriologii. W 1948 przeniosła się do Zakładu Neurofizjologii Instytutu Biologii Doświadczalnej im. Marcelego Nenckiego PAN w Łodzi. Pracowała tam do 1956 pod kierunkiem prof. Jerzego Konorskiego. W 1956 (wraz z całym Instytutem) przeprowadziła się do Warszawy.
Doktoryzowała się w 1959, a habilitowała w 1963 w zakresie neurofizjologii. W latach 1964–1971 była docentem, a w 1971 otrzymała tytuł profesora. Od 1966 do 1990, czyli do przejścia na emeryturę, kierowała Pracownią Układu Limbicznego. Odbywała staże zagraniczne: w latach 1959-1961 i w 1965 na Uniwersytecie Yale, a w latach 1974-1975 ponownie na Uniwersytecie Yale oraz na Uniwersytecie Kalifornijskim.
Od 1962 do 1965 wykładała neurofizjologię i zagadnienia wyższych czynności nerwowych na Wydziale Psychologii Uniwersytetu Warszawskiego, a w latach 1967-1968 w Studium Doskonalenia Kadr Lekarskich w Warszawie. Od 1974 do 1975 prowadziła seminaria i wykłady w 22 ośrodkach naukowych na terenie Stanów Zjednoczonych. Była regionalnym redaktorem amerykańskiego czasopisma Physiology and Behavior.
W 1973 otrzymała Nagrodę Specjalną Roku Nauki Polskiej. Została pochowana na cmentarzu Powązkowskim (kwatera 193-2-2/3).

## Zainteresowania naukowe
Jej głównymi zainteresowaniami naukowymi były: neurobiologiczna regulacja zachowań popędowych, przede wszystkim związanych z podwzgórzem oraz ciałem migdałowatym, fizjologiczne mechanizmy depresji i agresji, nerwice i zaburzenia emocjonalne. 

## Publikacje
Była autorką ponad stu publikacji, w tym m.in.:

- Zaburzenia wyższych czynności nerwowych wywołane za pomocą nieregularnego wzmacniania bodźca warunkowego, 1953,
- Przewlekła nerwica doświadczalna u psa z dominującymi zaburzeniami ruchowymi, 1953,
- Występowanie reakcji obronnych w stanach nerwicowych,
- The motivational role of the hypothalamus in animal behavior, 1967,
- The role of the amygdaloid nucleus in animal behaviorm 1968,
- Nerwice. Przesądy a nauka, 1971,
- Control of emotional behavior through the hypothalamus and amygdaloid complex, 1972,
- Fizjologiczna regulacja agresji, 1973,
- Podstawy fizjologiczne (doświadczalne) psychoterapii, 1974,
- Specyficzne i niespecyficzne funkcje ciała migdałowatego, 1976,
- Emocja a nerwice, 1979,
- Nerwice a emocje – fizjologiczne mechanizmy, 1979,
- Amygdala, emotions, motivation and depressive states, 1986[3].